# 六分儀座25
六分儀座25，又名BD-03 2911，HD 90044、SAO 137533、HR 4082，是六分儀座的一颗恒星，视星等为5.97，位于銀經248.33，銀緯42.58，其B1900.0坐标为赤經10h 18m 23.2s，赤緯-3° 42.58′ 7″。